# لجنة الاتصالات الوطنية
اللجنة الوطنية للاتصالات هي وكالة قانونية مستقلة تابعة للسلطة التنفيذية لجمهورية الصين في تايوان، وهي مسؤولة عن تنظيم تطوير صناعة الاتصالات والمعلومات، وتعزيز المنافسة و حماية المستهلك والترخيص و الترددات اللاسلكية والمنظور و الإذاعة وتنظيم المحتوى ومعايير الاتصالات والمواصفات في تايوان، الرئيس الحالي هو تشان تينغ الأول.

## تاريخها
اللجنة الوطنية للاتصالات هي وكالة قانونية مستقلة أنشئت في 22 فبراير 2006 لتنظيم صناعة المعلومات والاتصالات والبث الإذاعي في تايوان. تم تكليف شركة اللجنة الوطنية للاتصالات بمسؤولية ضمان المنافسة على قدم المساواة في صناعة الاتصالات وحماية المستهلك وحقوق الخصوصية وتطوير خدمة شاملة للمناطق النائية والريفية.كما أنها تضع معايير جديدة للتكنولوجيات الناشئة التي من شأنها تحسين الوصول، وانخفاض التكلفة، وتقديم الخدمات إلى المناطق النائية.